# Megalops atlanticus
El tarpó (Megalops atlanticus) és una espècie de peix elopiforme de la família Megalopidae.

## Descripció
És un peix de gran grandària, d'entre 2 i 2,5 m i al voltant de 150 kg de pes, de cos fusiforme semblant a un areng, totalment cobert de grans i gruixudes escates, verda azulat en la part superior en els seus costats. L'aleta dorsal comença en la meitat del dors i en l'últim radi, igual que succeeix amb l'aleta anal, s'allarga fins a formar un filament. Les aletes pectorals es troben en posició baixa i les pelvianes són abdominals. Habiten a les zones costaneres de l'Atlàntic, Florida i a Àfrica en latituds tropicals. També habiten estuaris i fins i tot rius i llacs. S'Agrupen en bancs per perseguir, de vegades fins a aigües dolces, als peixos dels quals s'alimenten.